# Baozi

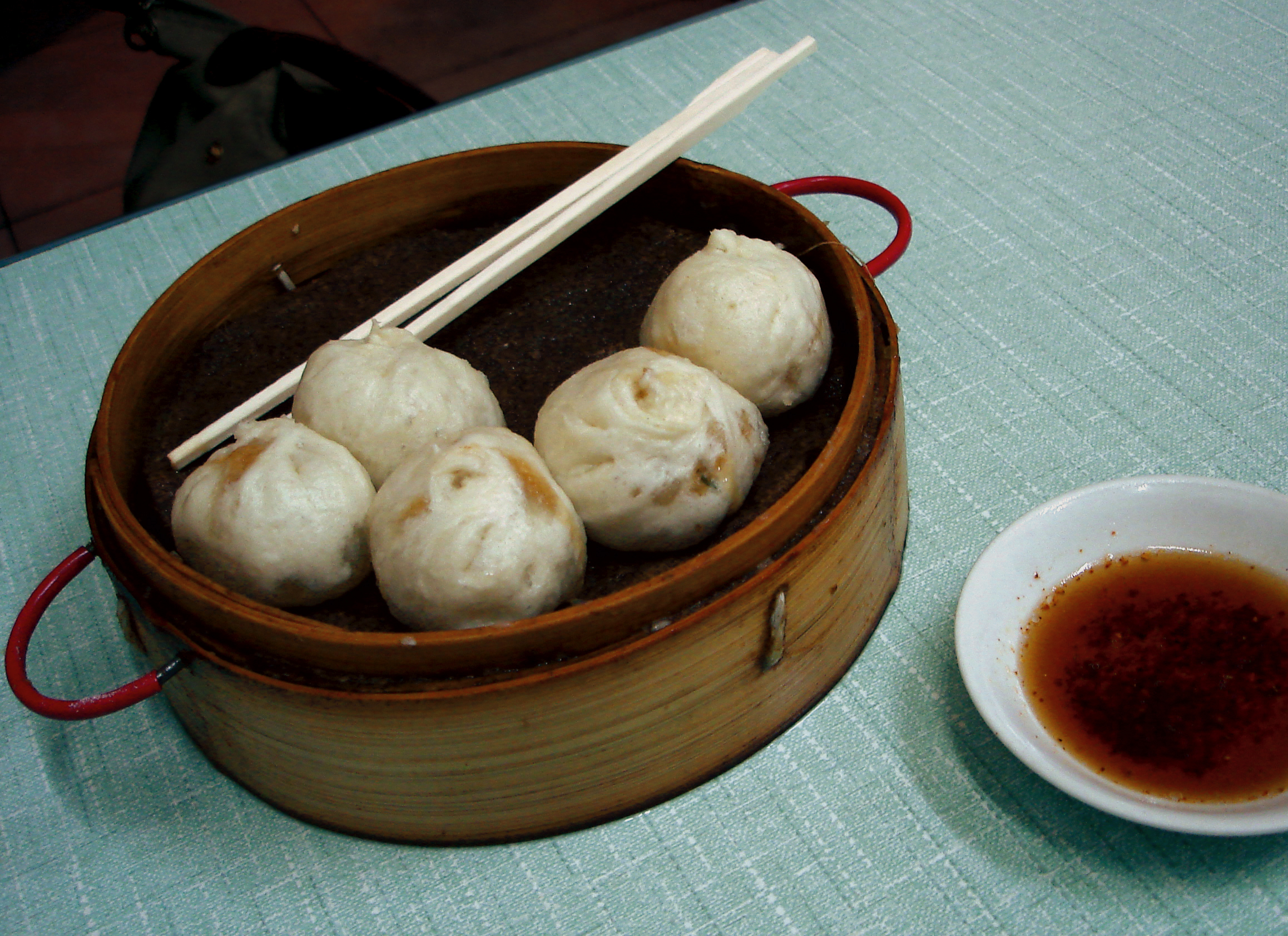
Baozi spożywane z koszyczka do gotowania na parze

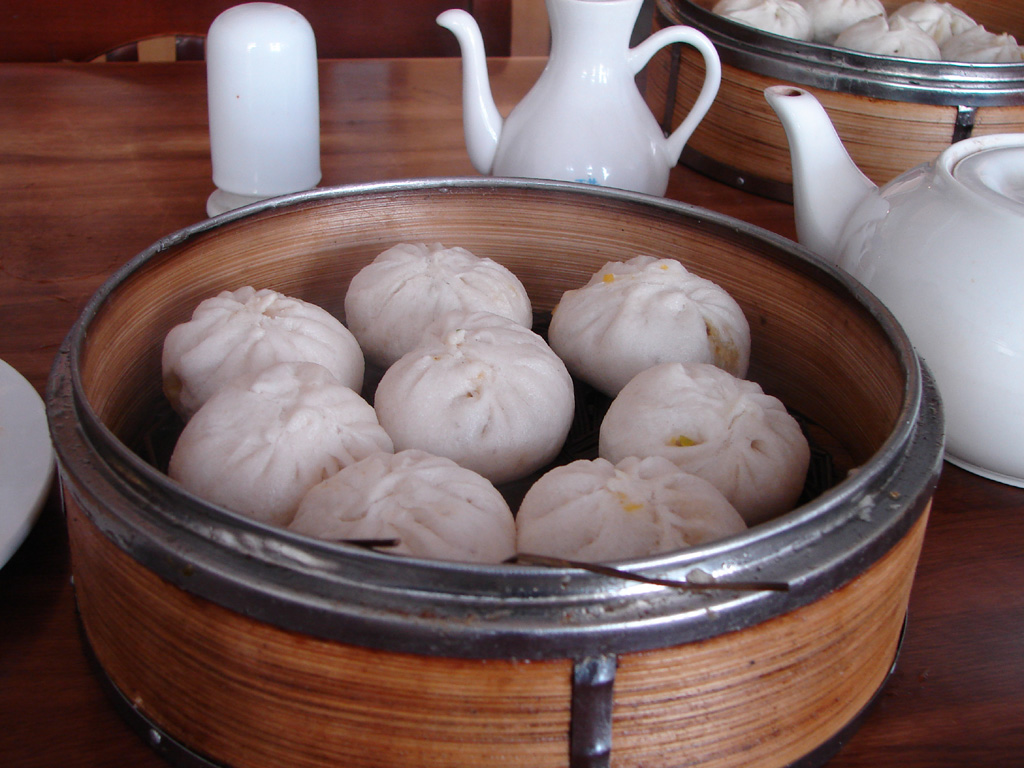
Baozi

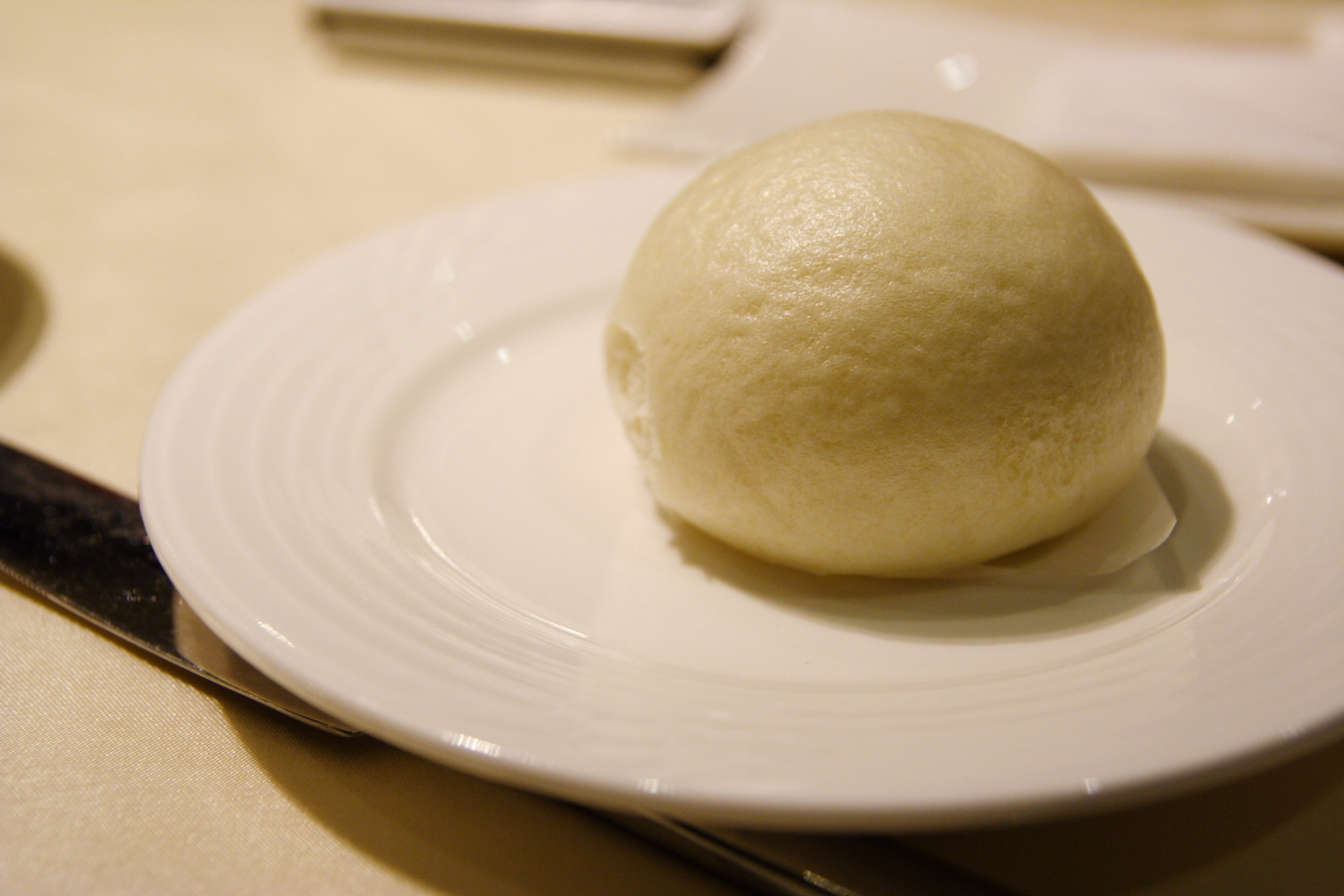
Baozi – odmiana duża (dabao)

Baozi (chiń. 包子; pinyin bāozi, także: bao, bau, humbow, nunu, bausak, pow oraz pau) – zróżnicowanych rozmiarów kluski gotowane na parze, charakterystyczne dla kuchni chińskich, ale jadane także w Malezji i Singapurze. Popularne w restauracjach chińskich na całym świecie. Wywodzą się z północnych regionów Chin. Baozi w dialektach północnych oznacza bułeczkę.

## Przygotowanie i podawanie
Bułeczki wytwarzane są z mąki pszennej z dodatkiem tłuszczu (smalec, oleje roślinne, olej sezamowy), cukru, octu ryżowego i drożdży. Wnętrze wypełnia farsz, który może być bardzo różnorodny: mięsny, z pasty fasolowej, ostry (z chili), z pastą z nasion lotosu, itd. Z rzadka podaje się bułeczki bez wypełnienia. 
W praktyce codziennej baozi mają dwie zasadnicze odmiany (spożywane zawsze na gorąco i posmarowane lekko olejem sezamowym):
- dabao (około 10 cm średnicy) – podawane na wynos pojedynczo,
- xiaobao (około 3 cm średnicy) – podawane w restauracjach, najczęściej w porcjach po 8–10 sztuk w specjalnym koszyczku do gotowania na parze.

W obu przypadkach, jako dodatek smakowy, podaje się zestaw: pasta chili i sos sojowy. Bułeczki są popularne zwłaszcza na śniadanie i dostępne na licznych straganach ulicznych.

## Geneza
Według legendy baozi wymyślił chiński strateg Zhuge Liang w Epoce Trzech Królestw (220-280 r.). Wojskowy ten ugotował bułeczkę w kształcie ludzkiej głowy i złożył ją w ofierze bogom, prosząc ich o pomoc w zwalczeniu plagi, która dotknęła część jego żołnierzy.